# 6140 Kubokawa
6140 Kubokawa (1992 AT1) là một tiểu hành tinh vành đai chính được phát hiện ngày 6 tháng 1 năm 1992 bởi Endate và Watanabe ở Kitami.